# Allium flavescens
Allium flavescens es una especie de planta bulbosa del género Allium, perteneciente a la familia de las amarilidáceas, del orden de las Asparagales. Es originaria de Eurasia desde Bulgaria hasta Siberia.

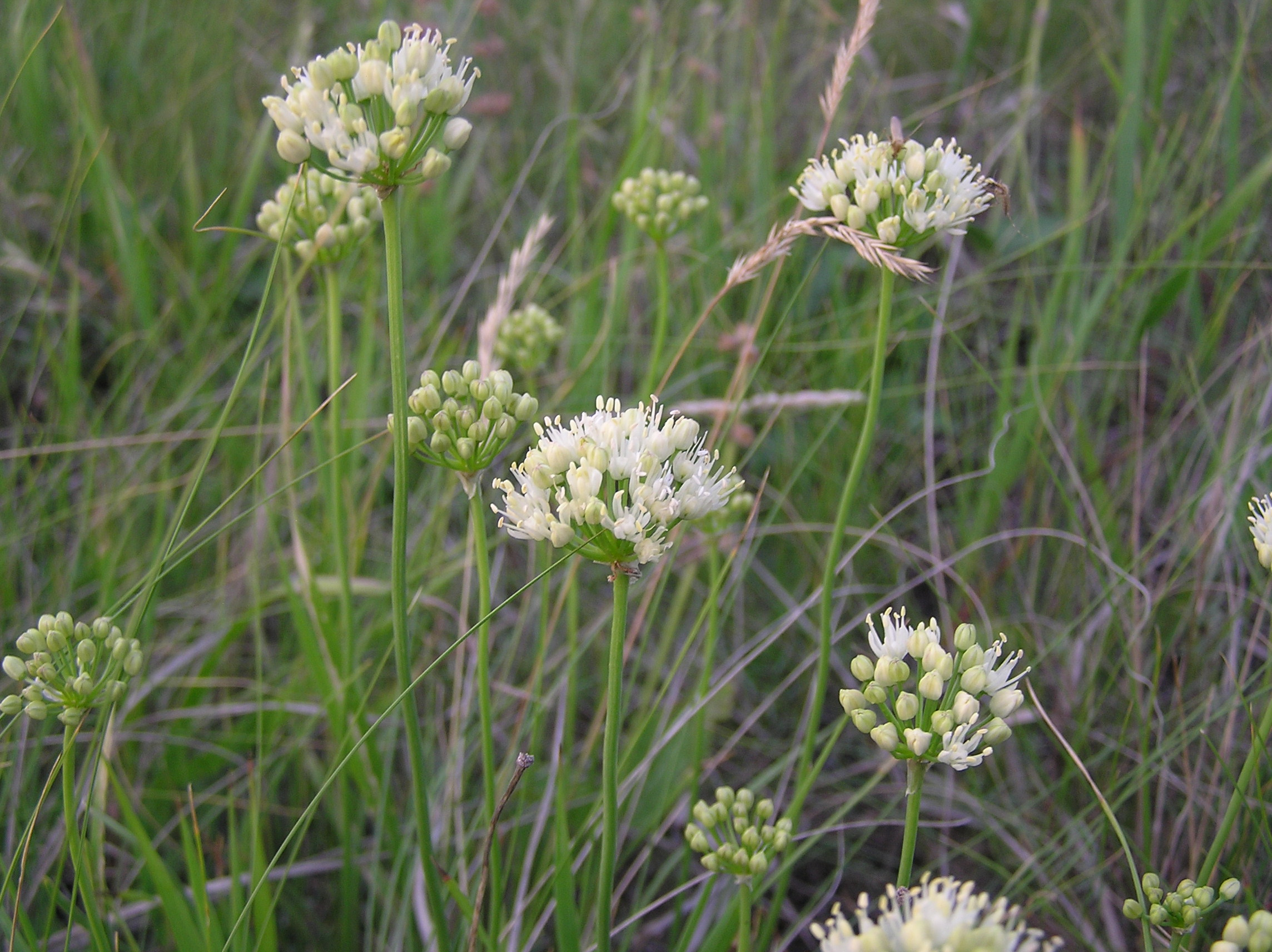
Inflorescencias

## Distribución
En la naturaleza, el hábitat cubre Europa, algunas zonas de la parte europea de Rusia, el sur de Siberia occidental y Kazajistán.

## Hábitat
Originaria de las estepas, se encuentra en suelos de piedra caliza y afloramientos de yeso.

## Descripción botánica
Los bulbos son cónicos, de 5-7.5 mm negruzcos con vástago de 10-30 cm de altura, delgado, recto, a menudo tortuoso, ligeramente acanalado. Hojas filiformes semicilíndricas, hueco ranurado  de 7,5 mm de ancho. Pedúnculo delgado, ligeramente estriado, erguido, a menudo tortuoso. Inflorescencia  esférica o semiesférica con muchas flores formando un paraguas.

## Taxonomía
Allium fibrillum fue descrita por Willibald S.J.G. von Besser y publicado en Enum. Pl.: 56 (1821).
Etimología
Allium: nombre genérico muy antiguo. Las plantas de este género eran conocidos tanto por los romanos como por los griegos. Sin embargo, parece que el término tiene un origen celta y significa "quemar", en referencia al fuerte olor acre de la planta. Uno de los primeros en utilizar este nombre para fines botánicos fue el naturalista francés Joseph Pitton de Tournefort (1656-1708).
flavescens: epíteto latino que significa "amarillento".